# Sealtiel
San Sealtiel Arcángel, San Selafiel o Selatiel (idioma arameo: צלתיאל Tzelathiel "Plegaria a Dios", idioma hebreo: שאלתיאל Shealtiel) es uno de los siete arcángeles de Dios en la tradición ortodoxa y en la tradición católica. Se le identifica con el Salathiel del libro apócrifo segundo de Esdras.
Se lo representa con las manos juntas en oración profunda o con el incienso de adoración, representando así su unión gozosa con Dios. Cuando es representado en iconografía o con características individuales, se le muestra con los ojos abatidos y los brazos cruzados sobre su pecho. El rezo se considera su cualidad especial. Los cristianos ortodoxos buscan su ayuda si su rezo sufre de distracciones o de frialdad.